# Araneus poltyoides
Araneus poltyoides là một loài nhện trong họ Araneidae.
Loài này thuộc chi Araneus. Araneus poltyoides được Pater Chrysanthus miêu tả năm 1971.